# アタック (バンド)
ATTACK（アタック）は、ドイツを代表するヘヴィメタル・バンドのひとつ。'80年代から活動を始めており、ハロウィンに代表される「ジャーマンメタル」群よりも一世代上（他にランニング・ワイルド、グレイヴ・ディガーなど）に属する。活動後期は、リッキー・ヴァン・ヘルデンを中心とするプロジェクト形態だった。リッキーはマルチ・プレイヤーとしても有名で、ベースとボーカルを兼任しているほか、アルバム録音時にはギター、ドラム、フルート、チェロなどを演奏する。

## 作品
- マウス・イン・ザ・メイズ（デモ）
- デンジャー・イン・ジ・エアー
- リターン・オブ・ジ・イーヴル
- ビーストキラー
- デスティニー・オブ・ウォー
- セヴン・イヤーズ・イン・ザ・パスト
- リヴァイタライズ
- ザ・シークレット・プレイス